# Yola
Yola är en stad i nordöstra Nigeria. Den har ungefär 100 000 invånare (2006) och är administrativ huvudort för delstaten Adamawa. Yola var huvudort för delstaten Gongola fram till att denna upphörde 1991.